# 인천 중구의 행정 구역
인천 중구의 행정 구역은 12개 행정동으로 구성되어 있다. 인천 중구의 면적은 123.07km2로 인천광역시 전체면적의 약 12%를 차지하고 있고, 인구는 2012년 7월 1일을 기준으로 42,372 세대, 93,760명에 달한다.

## 행정 구역

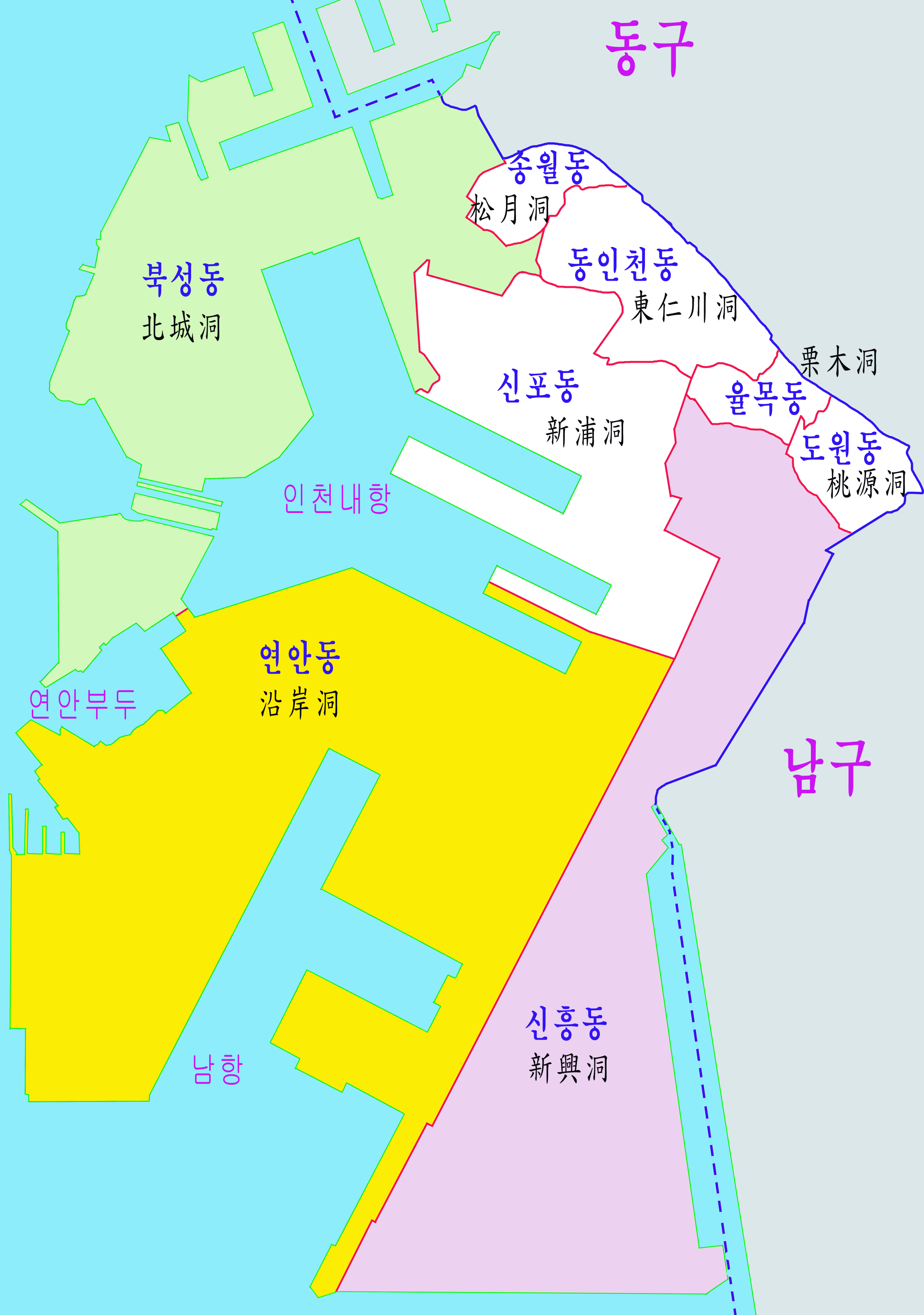

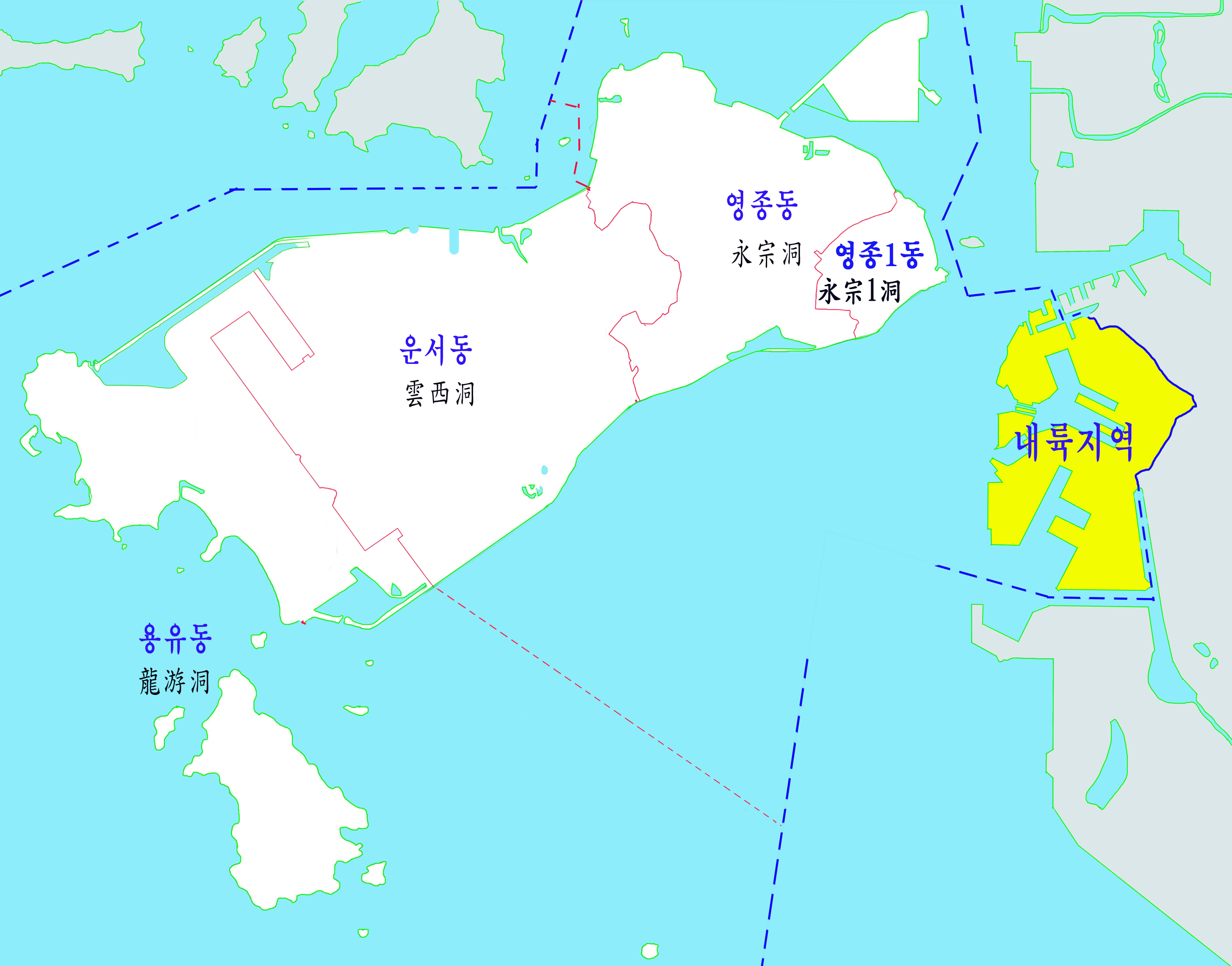

- 인구, 면적 2018년 1월 1일 기준

| 행정동   | 한자     | 면적   | 세대    | 인구   |
| -------- | -------- | ------ | ------- | ------ |
| 신포동   | 新浦洞   | 1.82   | 3,071   | 6,343  |
| 연안동   | 沿岸洞   | 5.30   | 3,807   | 8,221  |
| 신흥동   | 新興洞   | 3.52   | 6,720   | 15,746 |
| 도원동   | 桃源洞   | 0.26   | 2,260   | 5,198  |
| 율목동   | 栗木洞   | 0.18   | 2,221   | 4,753  |
| 동인천동 | 東仁川洞 | 0.63   | 3,478   | 6,810  |
| 개항동   | 開港洞   | 3.24   | 4,593   | 10,090 |
| 영종동   | 永宗洞   | 31.58  | 12, 271 | 6.227  |
| 영종1동  | 永宗1洞  | 1.90   | -       | -      |
| 영종2동  | 永宗2洞  | 3.50   | -       | -      |
| 운서동   | 雲西洞   | 51.56  | 8,349   | 20,828 |
| 용유동   | 龍游洞   | 24.69  | 2,455   | 4,406  |
| 중구     | 中區     | 123.07 | 42,372  | 93,760 |

## 법정동
| 행정동   | 법정동               | 설명 |
| -------- | -------------------- | ---- |
| 신포동   | 중앙동1가(中央洞1街) |      |
| 신포동   | 중앙동2가(中央洞2街) |      |
| 신포동   | 중앙동3가(中央洞3街) |      |
| 신포동   | 중앙동4가(中央洞4街) |      |
| 신포동   | 해안동1가(海岸洞1街) |      |
| 신포동   | 해안동2가(海岸洞2街) |      |
| 신포동   | 해안동3가(海岸洞3街) |      |
| 신포동   | 해안동4가(海岸洞4街) |      |
| 신포동   | 관동1가(官洞1街)     |      |
| 신포동   | 관동2가(官洞2街)     |      |
| 신포동   | 관동3가(官洞3街)     |      |
| 신포동   | 송학동1가(松鶴洞1街) |      |
| 신포동   | 송학동2가(松鶴洞2街) |      |
| 신포동   | 송학동3가(松鶴洞3街) |      |
| 신포동   | 사동(沙洞)           |      |
| 신포동   | 신생동(新生洞)       |      |
| 신포동   | 답동(畓洞)           |      |
| 신포동   | 신포동(新浦洞)       |      |
| 신포동   | 항동1가(港洞1街)     |      |
| 신포동   | 항동2가(港洞2街)     |      |
| 신포동   | 항동3가(港洞3街)     |      |
| 신포동   | 항동4가(港洞4街)     |      |
| 신포동   | 항동5가(港洞5街)     |      |
| 신포동   | 항동6가(港洞6街)     |      |
| 신포동   | 항동7가(港洞7街)     |      |
| 연안동   | 〃                   |      |
| 연안동   | 북성동1가(北城洞1街) |      |
| 개항동   | 〃                   |      |
| 개항동   | 북성동2가(北城洞2街) |      |
| 개항동   | 북성동3가(北城洞3街) |      |
| 개항동   | 선린동(善隣洞)       |      |
| 개항동   | 송월동1가(松月洞1街) |      |
| 개항동   | 송월동2가(松月洞2街) |      |
| 개항동   | 송월동3가(松月洞3街) |      |
| 신흥동   | 신흥동1가(新興洞1街) |      |
| 신흥동   | 신흥동2가(新興洞2街) |      |
| 신흥동   | 신흥동3가(新興洞3街) |      |
| 신흥동   | 선화동(仙花洞)       |      |
| 도원동   | 도원동(桃源洞)       |      |
| 율목동   | 유동(柳洞)           |      |
| 율목동   | 율목동(栗木洞)       |      |
| 동인천동 | 내동(內洞)           |      |
| 동인천동 | 경동(京洞)           |      |
| 동인천동 | 용동(龍洞)           |      |
| 동인천동 | 인현동(仁峴洞)       |      |
| 동인천동 | 전동(錢洞)           |      |
| 영종동   | 운남동(雲南洞)       |      |
| 영종동   | 운북동(雲北洞)       |      |
| 영종동   | 중산동(中山洞)       |      |
| 영종1동  | 〃                   |      |
| 영종2동  | 〃                   |      |
| 운서동   | 운서동(雲西洞)       |      |
| 용유동   | 〃                   |      |
| 용유동   | 을왕동(乙旺洞)       |      |
| 용유동   | 남북동(南北洞)       |      |
| 용유동   | 덕교동(德橋洞)       |      |
| 용유동   | 무의동(舞衣洞)       |      |

## 연혁
- 1968년 1월 1일 구제(區制)가 실시되어 경기도 인천시 중구를 설치하였다.[2]

| 법률 제1919호 인천시구설치에관한법률 |
| 신 행정구역 |
| 중구 중앙동1가동, 중앙동2가동, 중앙동3가동, 중앙동4가동, 해안동1가동, 해안동2가동, 해안동3가동, 해안동4가동, 항동1가동, 항동2가동, 항동3가동, 항동4가동, 항동5가동, 항동6가동, 항동7가동, 관동1가동, 관동2가동, 관동3가동, 송학동1가동, 송학동2가동, 송학동3가동, 사동, 신생동, 신포동, 답동, 신흥동1가동, 신흥동2가동, 신흥동3가동, 선화동, 유동, 율목동, 도원동, 북성동1가동, 북성동2가동, 북성동3가동, 선린동, 인현동, 전동, 내동, 경동, 용동, 송월동1가동, 송월동2가동, 송월동3가동 |
- 1973년 7월 1일 동구 월미도를 편입하였다.[3]
- 1977년 5월 10일: 인천시조례 제1075호에 따라 다음 행정동 명칭을 변경하였다.

| 인천시조례 제1075호    |         |
| 이전                   | 이후    |
| 중앙·연안·항·관·송학동 | 중앙동  |
| 사·신생·신포·답동      | 신포동  |
| 신흥1·2동              | 신흥1동 |
| 신흥3·선화동           | 신흥2동 |
| 유·율목동              | 율목동  |
| 내·경·용동             | 내경동  |
| 인현·전동              | 인현동  |
| 북성·선린동            | 북성동  |
- 1981년 7월 1일 인천직할시 중구로 개칭하였다.
- 1983년 11월 26일: 신흥1동이 신흥동으로, 신흥2동이 신선동으로 행정동 명칭이 변경되었다.
- 1985년 11월 15일: 중앙동에서 연안동을 분동하였다. (11행정동)
- 1988년 5월 1일 자치구제가 실시되어 자치구로 승격하였다.
- 1989년 1월 1일 경기도 옹진군 영종면, 용유면 일원을 편입하였다.[4] 영종동·용유동, 영종출장소·용유출장소를 설치하였다. (13행정동 2출장소)
- 1995년 1월 1일 인천광역시 중구로 개칭하였다.
- 1998년 10월 10일: 중앙동·신포동을 신포동으로, 신흥동·신선동을 신흥동으로, 내경동·인현동을 동인천동으로 행정동을 합동하였다. (10행정동)
- 2001년 8월 13일: 영종출장소 용유지소 설치
- 2003년 10월 13일: 영종출장소·용유출장소를 영종용유출장소로 통합하였다.
- 2006년 6월 5일: 영종용유출장소를 영종출장소·용유출장소로 재분리하였다.
- 2012년 1월 1일 영종동을 영종동, 운서동(구 영종출장소 운서지소)으로 분동하였다.[5] (11행정동)
- 2018년 1월 1일 영종동을 영종1동으로 분동하였다. (12행정동)
- 2021년 7월 1일 : 북성동, 송월동을 개항동으로 합동되었다.
- 2023년 3월 24일: 중구, 미추홀구 간 기형적인 행정구역 갈등에 따른 조정의 일환으로 중구와 미추홀구의 관할구역 변경에 관한 규정에 따라 중구 도원동 일부와 미추홀구 숭의동 일부를 교환하였다.[6]
- 2024년 1월 1일 : 영종1동을 영종2동으로 분동하였다. (12행정동)